# Жайворонок лісовий

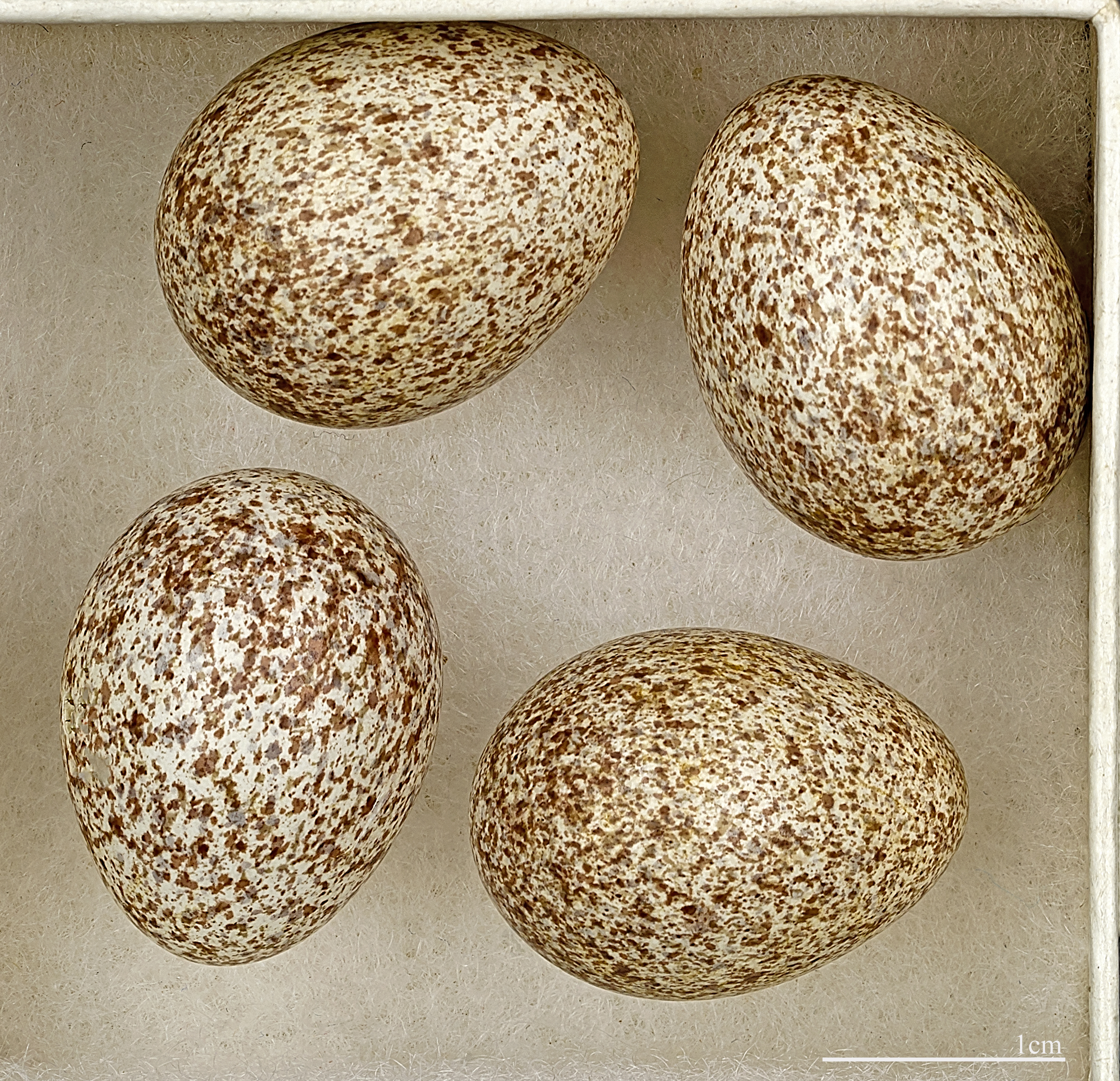
Яйця лісового жайворонка

Токовий політ

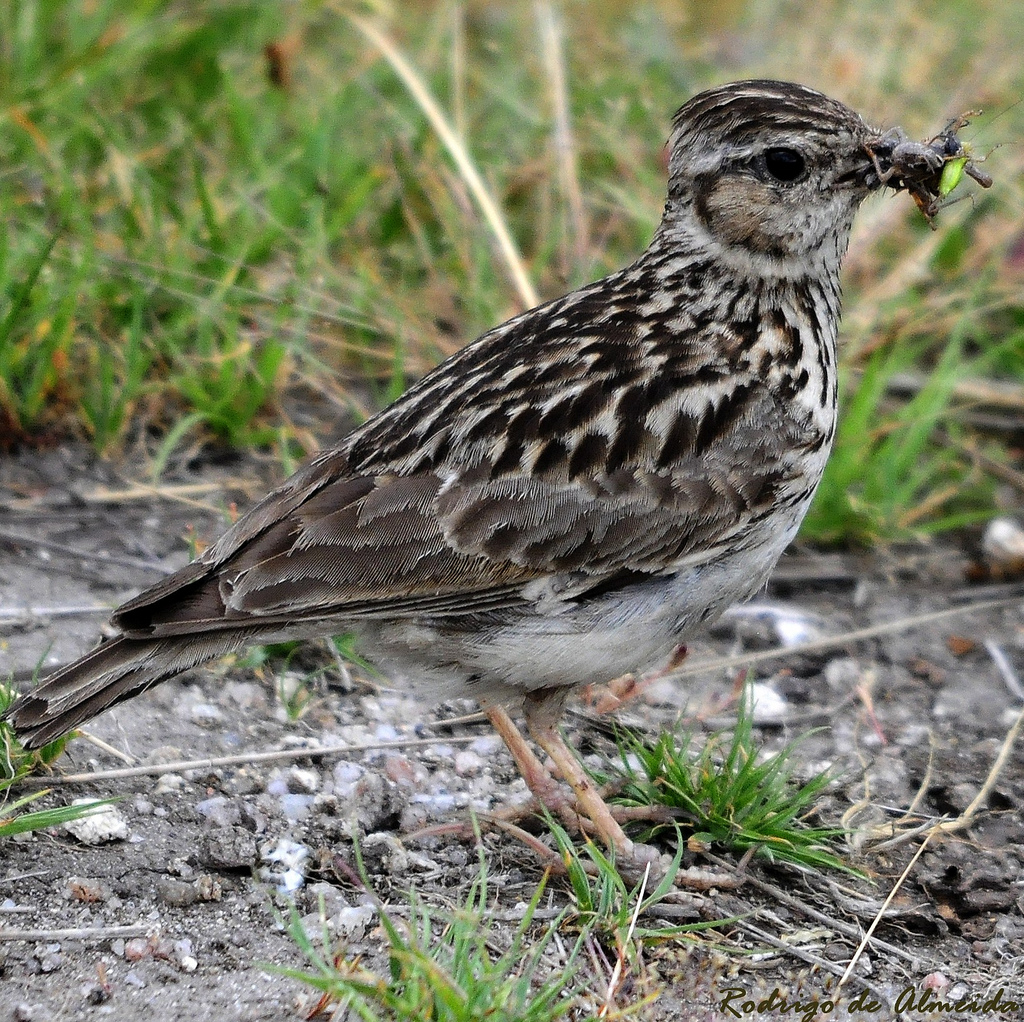
Лісовий жайворонок із кормом

Жа́йворонок лісови́й (Lullula arborea) — невеликий горобцеподібний птах родини жайворонкових (Alaudidae), єдиний живий представник роду лісовий жайворонок (Lullula). Поширений в Європі, Західній Азії та Північній Африці. В Україні гніздовий, перелітний, зимуючий вид. Вид перебуває під охороною Бернської конвенції та ряду інших природоохоронних документів.

## Зовнішній вигляд
Маса тіла 24—36 г, довжина тіла до 15 см. Дорослий птах зверху світло-бурий, з чорними рисками; «брови» білуваті, сходяться на потилиці; низ білуватий, воло і боки тулуба з жовтувато-вохристим відтінком і чорними рисками; верхні покривні пера першорядних махових чорні, з білою верхівкою і білою основою; махові пера темно-бурі; центральні стернові пера бурі, інші стернові пера темніші, з білими плямами на верхівці; дзьоб і ноги бурі. У молодого птаха, який подібний до дорослого, пера верху з білою верхівкою; на волі темні плями.
Від польового жайворонка відрізняється меншими розмірами, чіткими білуватими «бровами», чорною з білим плямою на крилі, коротшим хвостом, а також тим, що білий колір є лише на верхівці кількох крайніх стернових пер.

## Поширення
Західна Євразія від атлантичного узбережжя на схід до долин Ками, Волги, західного узбережжя північної половини Каспійського моря, Великого Балхана, середньої частини Копетдагу, Хорасана. На північ від Скандинавії і Фінляндії до 62-ї паралелі, до району Архангельська. Далі на схід північна межа ареалу опускається до 60-ї паралелі. На південь до північного узбережжя Середземного моря, вздовж східного узбережжя Середземного моря на південь приблизно до 33-ї паралелі, в північних частинах Сирії й Іраку на південь до 36-ї паралелі, в Ірані до Лурістана і південного Хорасана. Острови Середземного моря і Британські. Північна Африка від Марокко на схід до Туніса, на північ до узбережжя Середземного моря. На південь в Марокко до 30-ї паралелі, в Алжирі і Тунісі приблизно до 32-ї паралелі.
В Україні гніздиться в лісовій і лісостеповій смугах, крім високогір'я Карпат, а також в північній частині степової смуги і в Кримських горах; мігрує скрізь; зимує в Криму.

## Таксономія і систематика
Відомо два підвиди лісового жайворонка:
- Lullula arborea arborea — північні регіони Європи, а також Португалія, Іспанія, Італія, Велика Британія і Франція;
- Lullula arborea pallida — південна Європа, частково Крим, Кавказ, Іран і Туркменістан.

## Чисельність
Чисельність в Європі оцінена в 1,3—3,3 млн пар, в Україні — 8—12 тис. пар. Значне скорочення чисельності в Європі було відмічене протягом 1970–1990 рр.; у 1990-х роках вона залишалася стабільною.

## Місця існування
Віддає перевагу світлим негустим лісам (переважно сосновим борам), галявинам, узліссям, заростаючими вирубкам. Тримається розріджених ділянок лісу, що добре прогріваються сонцем. Уникає густих суцільних хвойних масивів, так само як і вологих листяних лісів. Південні популяції можуть бути не пов'язані з лісовою рослинністю.

## Гніздування
Гніздиться окремими парами. Гніздо розміщує, як і інші жайворонки, на землі, в ямці, серед невисокої але густої трави, вереску, молодої парості дерев, інколи відкрито або біля основи деревця, невисокого куща. Гніздо чашоподібної форми, зроблене більш ретельно, ніж у польового жайворонка, стінки його більш щільні. Будівельним матеріалом слугують сухі стебла рослин (частіше диких злаків), корінці, мох, у невеликій кількості — сухе листя, лишайники. Лоток гнізда вистелений тонкими сухими стебельцями, інколи кінським волоссям. Середні розміри гнізда: діаметр — 10,5, діаметр лотка — 7,5, глибина лотка — 4,2 см.
У повній кладці 4-5, зрідка 3 або 6 яєць. Шкаралупа злегка блискуча, біла або мутно-білувата, світліша, ніж у полового жайворонка. Поверхня у дрібних, густих сіро-коричневих, оливково-бурих або зрідка червонувато-коричневих плямах; глибока плямистість фіолетово-сірого кольору. Середній розмір яєць 21,25×16,02 мм.
Протягом року зазвичай два виводки. Перші кладки іноді з'являються вже на початку квітня, другі приблизно в середині червня. У випадку загибелі кладки буває повторна. Для неї будують нове гніздо, в іншому місці. Насиджує самка дуже щільно, протягом 13-15, інколи 12 або 16 діб. Самець постійно тримається поблизу від гнізда і приносить самиці корм.

## Поведінка
Лісовий жайворонок має характерний токовий політ, який найчастіше можна побачити у травні. Птах злітає майже вертикально, частіше з верхівки дерева. Далі жайворонок облітає гніздову ділянку по колу або по спіралі. Політ при цьому з повільними помахами крил. Завершуючи обліт, жайворонок різко падає до землі і сідає на верхівку дерева, з якої злетів, або на сусідню верхівку, або на землю.

## Живлення
Жайворонок лісовий живиться комахами і насінням. Пташенят вигодовує виключно комахами.

## Охорона
Стан більшості природних популяцій виду в межах ареалу залишається більш-менш стабільним. Саме тому він, згідно Червоного списку МСОП, отримав охоронний статус «відносно благополучний вид»). Але в окремих регіонах спостерігається тенденція до зниження чисельності популяції виду, що потребує запровадження охоронних заходів. Тому, жайворонок лісовий занесений до Додатку ІІІ Бернської конвенції (охоронна категорія: вид підлягає охороні») та Резолюції 6 (види, що потребують спеціальних заходів збереження їхніх оселищ) цієї ж конвенції. Крім того, вид охороняється Директивою Європейського Союзу 2009/147/ЄС «Про захист диких птахів» (Додаток І. Види і підвиди, що знаходяться під загрозою вимирання, які є вразливими, рідкісними або специфічними з екологічної точки зору). На регіональному рівні в Україні жайворонок малий занесений до Червоних книг/списків тварин Дніпропетровської, Закарпатської та Харківської областей.